# Deep Singh
Deep Singh (Panjabi: ਦੀਪ ਸਿੰਘ; * 20. Januar 1682 in Pahuwind; † 11. November 1757) wird in der Sikh-Religion als Märtyrer verehrt. 
Er stammt aus dem Dorf Pahuwind im Distrikt Amritsar. 1700 ging er nach Anandpur Sahib, wo er sich zum Sikh taufen ließ. Anschließend begann er seine Waffenlehre und lernte das Reiten. Von Bhai Mani Singh lernte er Gurmukhi lesen und schreiben. 1702 kehrte er wieder in sein Dorf zurück und heiratete dort. 1705 ging er nach Talwandi Sabo zu Guru Gobind Singh, wo er Bhai Mani Singh beim Anfertigen von Kopien des Guru Granth Sahib (heiliges Buch der Sikhs) helfen sollte. Da die Gurus nach  Delhi mussten, wurde Deep Singh der Dienst aufgetragen, nach dem Rechten im Gurudwara Damdama Sahib zu sehen.
1709 traf er Banda Singh Bahadur in Sirhind. 1733 benannte Nawab Kapoor Singh Singhpuria ihn zum Führer einer Einheit. Im April 1748 wurde er Anführer der Shaheedan Misl (Soldateneinheit). Im April 1757 nahm er an einer Gefangenenbefreiung teil.